# Beaurepaire, Isère
Beaurepaire este o comună în departamentul Isère din sud-estul Franței. În 2009 avea o populație de 4.611 de locuitori.

## Evoluția populației
| An        | 1975  | 1982  | 1990  | 1999  | 2006  | 2009  |
| --------- | ----- | ----- | ----- | ----- | ----- | ----- |
| Populație | 3.666 | 3.793 | 3.735 | 3.839 | 4.297 | 4.611 |